# Trekant (sexualitet)
För den geometriska figuren, se: triangel

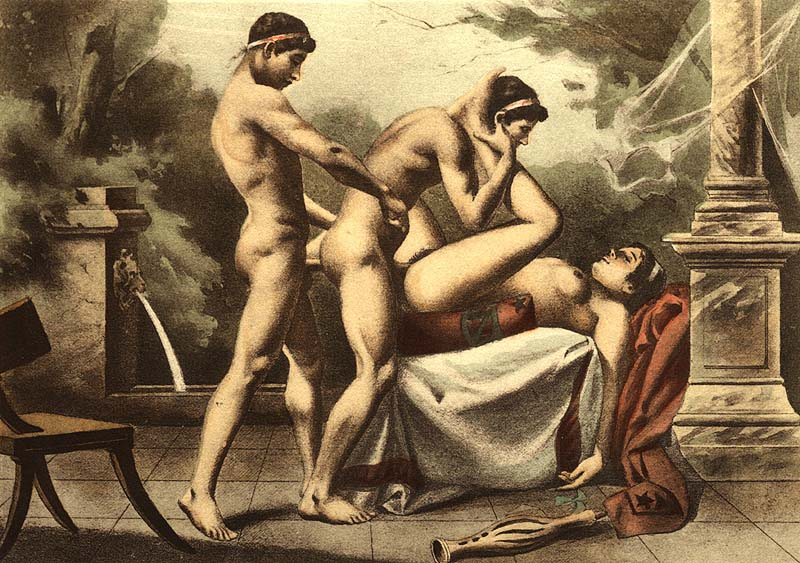
Plansch ur "De figuris Veneris", illustrerad av Paul Avril.

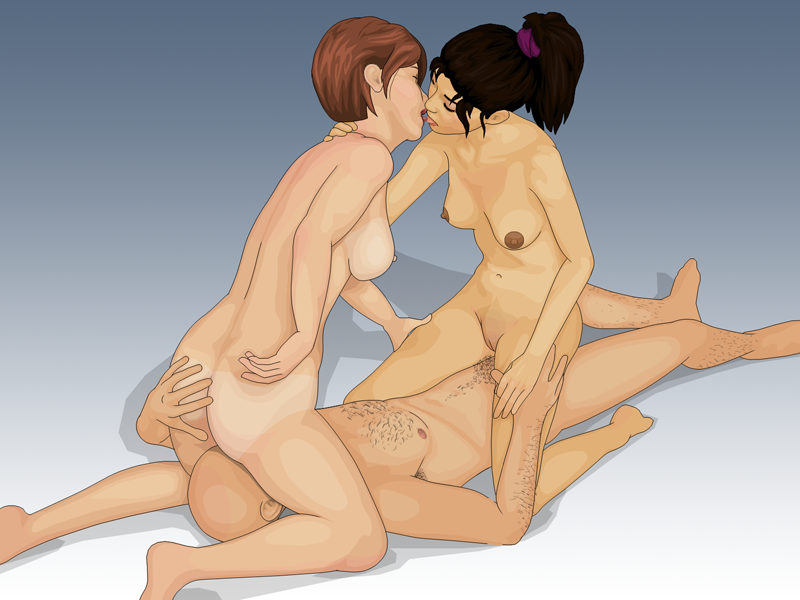
Trekant mellan en man och två kvinnor

Trekant är en form av gruppsex där tre personer deltar, oavsett vilken kombination av kön som är involverade.
Precis som med andra typer av gruppsex är trekanter i verkligheten relativt ovanligt jämfört med sex mellan två personer. Orsaken till detta är omtvistad, dels anförs samhällets traditionella tvåsamhetsnormativitet inom sexualiteten, dels anförs det att det är på grund av de osäkerhets- och svartsjukekänslor som kan uppstå, men även på grund av rädsla för könssjukdomar.

## Synonym
Ménage à trois som ibland används som synonym till trekant, betyder egentligen "hushåll för tre", det vill säga ett fast förhållande där de inblandade inte nödvändigtvis har trekanter, utan där till exempel två kvinnor medvetet delar på samma man.